# Капранов, Григорий Матвеевич
Григорий Матвеевич Капранов (1906—1960) — советский государственный и партийный деятель.

## Биография
Родился 30 января 1906 года.
Член ВКП(б)/КПСС с 1932 года.
C 1941 года по август 1944 года Капранов был 2-м секретарём Ивановского областного комитета ВКП(б). С августа 1944 года по февраль 1947 года — 1-й секретарь Ивановского областного комитета ВКП(б). Затем находился на государственной должности — был заместителем министра социального обеспечения РСФСР. Был депутатом Верховного Совета СССР 2 созыва.
Умер 26 мая 1960 года в Москве. Похоронен на Новодевичьем кладбище (8 участок, 4 ряд).